# 沃納谷 (加利福尼亞州)
沃納谷（英語：Warner Valley）是位於美國加利福尼亞州普盧默斯縣的一個人口普查指定地區。

## 地理
沃納谷的座標為40°46′48″N 120°32′28″W / 40.78000°N 120.54111°W，而該地最高點為海拔高度1984米（即6509英尺）。

## 人口
根據2010年美國人口普查的數據，沃納谷的面積為45.392平方千米，當中陸地面積為45.317平方千米，而水域面積為0.075平方千米。當地共有人口2人，而人口密度為每平方千米0人。